# Domari
El domari és una llengua del grup de les llengües indoàries parlada a diverses regions del Pròxim Orient i el Nord d'Àfrica. Amb menys de 300.000 parlants nadius i pressió per a la substitució lingüística (sobretot per part de l'àrab), es considera un idioma en perill. Està emparentat amb la llengua romaní. Es pot escriure amb alfabet llatí (més freqüent) o àrab, en funció de la zona d'implantació.
Té presència de sons faringis i un inventari ric de fricatives. Tendeix a col·locar l'accent prosòdic a la darrera síl·laba. Presenta flexió de gènere i nombre. Gran part dels manlleus lèxics provenen de l'àrab, amb excepció dels numerals, d'origen kurd.